# Sunn O)))
Sunn O))) (uttalas helt enkelt "sun" /sʌn/) är ett amerikanskt band som spelar så kallad drone metal men med starka influenser av dark ambient. Bandet bildades av Stephen O'Malley och Greg Anderson och de är de enda fasta medlemmarna i bandet, de har inspirerats mycket av bandet Earth som av många anses vara grundare av genren drone men även av andra band såsom The Melvins.
Bandets namn är en hyllning till företaget SUNN Amplifiers som tillverkade de basförstärkare som är populära inom genren, företagets logotyp används ofta av bandet på deras skivkonvolut. 

## Medlemmar
Nuvarande medlemmar
- Greg Anderson – gitarr, basgitarr (1998– )
- Stephen O'Malley – gitarr, basgitarr (1998– )

Tidigare medlemmar
- G. Stuart Dahlquist – basgitarr
- Joe Preston – basgitarr, elektronik, gitarr, programmering

Turnerande melemmar
- Steve Moore – elektronik, keyboard
- Oren Ambarchi – gitarr
- Attila Csihar – sång
- Daniel O'Sullivan – keyboard
- Justin Broadrick – gitarr, basgitarr, programmering, trummor
- Malefic (Scott Conner) – sång
- Atsuo Mizuno – sång
- Wrest (Jef Stuart) – sång
- Rex Ritter – synthesizer (2004)

## Diskografi
Demo
- The Grimmrobe Demos (1998, CD 2000, 2xPLP 2003, 2xLP 2004)
- Rehearsal Demo Nov 11 2011 (LP 2012)
- LA Reh 2012 (LP 2014)

Studioalbum
- ØØ Void (CD 2000, 2xLP 2003)
- Flight of the Behemoth (CD & 2xLP 2002)
- White1 (CD & 2xLP 2003)
- White2 (CD & 2xLP 2004)
- Black One & Solstitium Fulminate (2xCD 2005, begränsad till 2000 kopior)
- Black One (CD 2005, 2xLP 2006)
- Kannon (CD & LP 2015)
- Life Metal (CD & 2xLP 2019)
- Pyroclasts (2019)

Livealbum
- The Libations of Samhain (CD 2003)
- Live Action Sampler (promotional mix 2xCD 2004)
- Live White (2xCD 2004)
- La Mort Noir dans Esch/Alzette (CD begränsad till 1000 numrerade kopior, såldes under turnéerna 2006) ) (2006)
- Dømkirke (2xLP 2008)

EP
- Veils It White (12" 2003)
- Cro-Monolithic Remixes for an Iron Age (12" 2004)
- Candlewolf of the Golden Chalice (12" 2005)
- Oracle (12", CD & 2XCD 2007)

Singlar
- "The Horn And The Spear (EMS Remix)" (2004)

Samlingsalbum
- WHITEbox (4xLP box, återutgivning av White skivorna, begränsad till 450 kopior med båda versionerna av låten "DECAY" och bonusspåret "CUT WOODeD") (2006)

Annat
- Altar (samarbete med  Boris, CD 2006, 2xCD begränsad till 5000 kopior. Observera att det inte är en split-skiva, utan ett samarbete mellan banden) (2006)
- AngelComa (begränsad utgåva, delad LP singel med Earth) (LP 2006)